# Xuntuk
Xuntuk - Шунтук (rus) - és un khútor de la República d'Adiguèsia, a Rússia. Es troba a 7 km al sud de Tulski i a 18 km al sud de Maikop. El 2020 tenia 968 habitants.
Pertany al municipi de Timiriàzeva.